# 544
544 (DXLIV) fue un año bisiesto comenzado en viernes del calendario juliano, en vigor en aquella fecha.

## Acontecimientos

#### Imperio bizantino
- Guerra gótica: el emperador Justiniano I envía a Belisario de regreso al reino ostrogodo (Italia) con una fuerza expedicionaria bizantina inadecuada (4000 hombres y 200 barcos).
- Belisario derrota al ejército gótico del rey Totila, que asedia sin éxito la ciudad de Otranto (sur de Italia). Después de su retirada, los bizantinos marchan hacia Roma.
- Justiniano I emite un nuevo edicto condenando los Tres Capítulos. En Europa Occidental, el papa Vigilio se niega a reconocer el edicto imperial y se le ordena a Constantinopla.

#### Persia
- El rey Khosrau I ataca sin éxito la ciudad fortaleza bizantina de Dara. El asedio de Edesa es rechazado y los persas se ven forzados a un punto muerto.

#### Asia
- Febrero - Lý Bí es declarado emperador y establece el imperio Van Xuân (actual Vietnam). Sus ejércitos repelen los ataques del reino de Champa .
- Octubre: la dinastía Liang toma represalias contra Van Xuân y envía un ejército imperial (120.000 hombres) al mando de Chen Baxian para volver a ocupar la región.

### Religión
- Jacobo Baradeo consagra a Sergio de Tella como patriarca de Antioquía, abriendo un cisma permanente entre la Iglesia Ortodoxa Siria y la Iglesia Ortodoxa Oriental .

## Fallecimientos
- Dionisio el Exiguo (c. 470 – c. 544), monje erudito y matemático y fundador de la era cristiana a partir del Anno Domini.
- Salomón, general bizantino.